# Saint Helena, Victoria
Saint Helena är en del av en befolkad plats i Australien. Den ligger i delstaten Victoria, omkring 20 kilometer nordost om delstatshuvudstaden Melbourne. Antalet invånare är 2 818.
Runt Saint Helena är det mycket tätbefolkat, med 1 819 invånare per kvadratkilometer.. Närmaste större samhälle är Melbourne, omkring 20 kilometer sydväst om Saint Helena. 
Runt Saint Helena är det i huvudsak tätbebyggt. Genomsnittlig årsnederbörd är 1 244 millimeter. Den regnigaste månaden är juli, med i genomsnitt 140 mm nederbörd, och den torraste är januari, med 49 mm nederbörd.